# Ivan Klasnić
Pour les articles homonymes, voir Klasnic.
Ivan Klasnić, né le 29 janvier 1980 à Hambourg (Allemagne), est un footballeur international croate qui évolue au poste d'attaquant.
Il est le seul joueur professionnel au monde à avoir rejoué après avoir subi deux greffes de rein.

## Carrière

### Les débuts
Formé au Union 03 Altona, aujourd'hui club modeste d'Altona, il commence sa carrière professionnelle en janvier 1998, avec le FC St. Pauli. En seconde division durant trois années, il obtient en 2001 la 3e place, synonyme de promotion en Bundesliga.

### Werder Brême

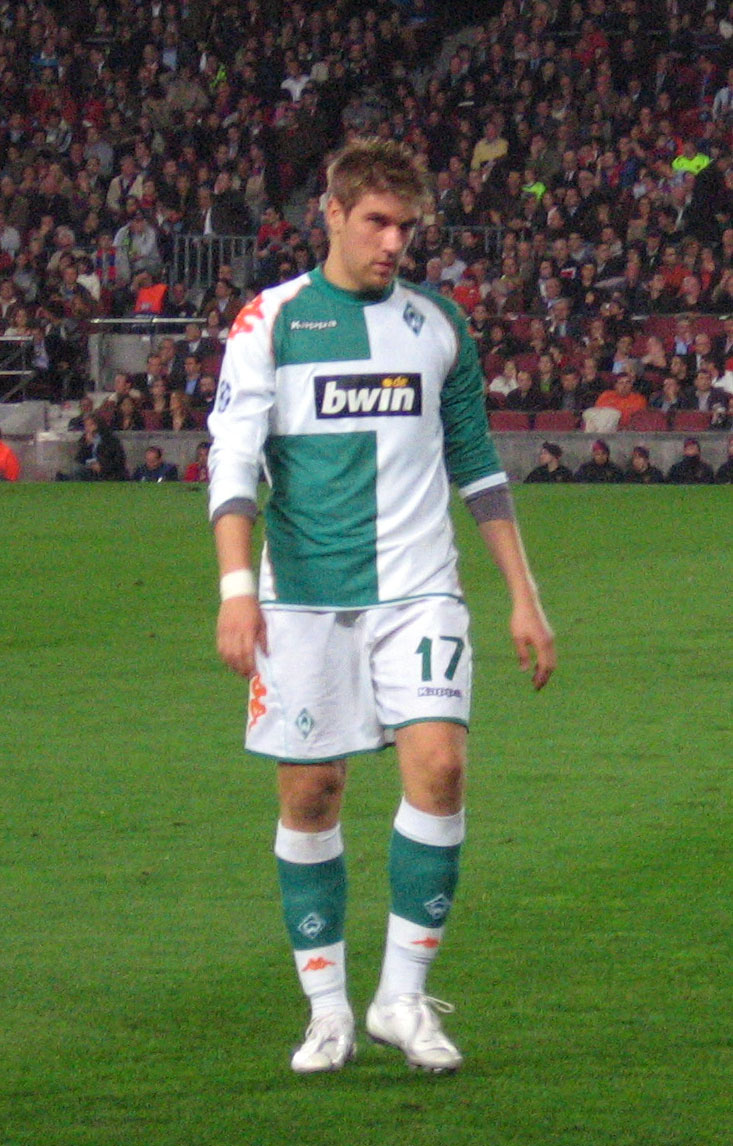
Klasnic en décembre 2006.

La même année, il quitte le club pour le Werder Brême, équipe plus prestigieuse. Enchaînant les rencontres, il forme avec Miroslav Klose (duo surnommé la « KK Attack ») une paire talentueuse, amenant en 2004 le Werder vers le titre suprême en Allemagne. Éloigné des terrains à la suite d'une anomalie rénale, il refait son apparition le 24 novembre 2007, face à l'Energie Cottbus. Deux semaines plus tard, il figure dans le 11 de départ et inscrit un doublé contre le Bayer Leverkusen.

### Nantes
À la suite d'un bon Euro 2008, où la Croatie fut éliminée par la surprenante Turquie en quarts de finale, le 12 juillet 2008, et libre de tout contrat, il s'engage avec le FC Nantes pour une durée de 4 ans et 2 M€ par saison.
Son choix aurait été fortement influencé par la qualité des infrastructures médicales nantaises avec le professeur Soullilou du C.H.U. de Nantes[réf. nécessaire]. Sa saison chez les Canaris fut décevante malgré quelques coups d'éclats comme le 6 décembre 2008 face à Lyon, où il inscrit ses deux premiers buts avec le FC Nantes, après être rentré en cours de jeu. Dans une équipe en grande difficulté, il perdra au fil de la saison la confiance du nouvel entraineur Élie Baup et ne parviendra pas à s'imposer comme le leader d'attaque attendu en inscrivant seulement 6 buts (contre l'Olympique lyonnais (un doublé), Valenciennes, Grenoble, Saint-Étienne et l'AJ Auxerre).
À la fin de la saison, Ivan Klasnić est sur le départ. Plusieurs clubs étrangers (allemands et espagnols entre autres) et français (Monaco) s'intéressent au Croate. À la surprise générale, et malgré la relégation du club en Ligue 2, Klasnić semble accepter de rester au FC Nantes pour aider le club à relever le défi de la remontée immédiate dans l'élite. 
Le vendredi 14 août 2009, il connaît sa première titularisation en Ligue 2 face à Clermont pour le premier match de la saison à la Beaujoire. Lors de ce match, Klasnic parvient à marquer un but, mais fête ce dernier en faisant un bras d'honneur envers les supporters auxquels il reproche de le siffler régulièrement. Il présente ses excuses deux jours plus tard sur le site officiel du FC Nantes, regrettant son geste alors qu'il déclare vouloir être un exemple pour les jeunes.

### Bolton
Néanmoins, les dirigeants nantais cherchent toujours à se séparer du plus gros salaire du club, malgré le fait qu'il empile les buts avec le FCN depuis la reprise (4 buts en 5 matchs). Le joueur et les dirigeants trouvent un accord avec le club de Bolton Wanderers, fin août 2009, pour un prêt d'une saison avec option d'achat.
Après une année satisfaisante à Bolton, l'option d'achat n'est pourtant pas levée et le joueur croate retrouve donc le club nantais, où son contrat est finalement résilié à l'amiable le 1er août 2010.
Quatre jours plus tard, il retourne à Bolton en signant un contrat de deux ans. Après deux saisons sous le maillot des Wanderers durant lesquelles il prend part à 62 rencontres toutes compétitions confondues (16 buts), le club de Bolton annonce que l'attaquant croate sera libéré à l'issue de son contrat qui court jusqu'au 30 juin 2012.

### Mayence
Le 4 septembre 2012, il s'engage pour une saison avec le FSV Mayence.

## Carrière internationale
Klasnić dispute sa première compétition internationale lors de l'Euro 2004 puis enchaîne avec la Coupe du monde 2006 en Allemagne. C'est lors de l'Euro 2008 qu'il ouvre son compteur but en compétition officielle en marquant un but en phase de poules contre la Pologne puis en 1/4 de finale face à la Turquie. 

## Vie personnelle
Ivan Klasnić est le seul joueur professionnel à avoir subi deux greffes de rein : en 2007, une première greffe, dont sa mère est le donneur, sera rejetée, et, deux mois plus tard, une seconde greffe est réussie, avec un rein de son père. En avril 2008, Klasnić intente un procès contre les médecins du Werder Brême, coupables, selon lui, de ne pas avoir su détecter ses problèmes de santé. En septembre 2016, Klasnic est annoncé dans un état médical fragile à la suite du rejet de greffe de son rein.
Il suit alors un traitement à raison de trois dialyses par semaine. Il trouve finalement un nouveau donneur et reçoit une troisième greffe en octobre 2017, à Zagreb en Croatie.
Fin 2020, Klasnic gagne sa longue bataille juridique de plus de 12 ans contre ses médecins, qui lui ont prescrit des anti-inflammatoires pendant des années, provoquant la défaillance de ses reins. Il reçoit plus de 4 millions d'Euros d’indemnités et de dommages et intérêts.

## Statistiques
| Saison                | Club                  | Championnat           | Championnat | Championnat | Coupe(s) nationale(s) | Coupe(s) nationale(s) | Supercoupe | Supercoupe | Compétition(s) continentale(s) | Compétition(s) continentale(s) | Compétition(s) continentale(s) | Croatie | Croatie | Total | Total |
| Saison                | Club                  | Division              | M.          | B.          | M.                    | B.                    | M.         | B.         | Comp.                          | M.                             | B.                             | M.      | B.      | M.    | B.    |
| 1997-1998             | FC St. Pauli          | 2.Bundesliga          | 8           | 0           | -                     | -                     | -          | -          | -                              | -                              | -                              | -       | -       | 8     | 0     |
| 1998-1999             | FC St. Pauli          | 2.Bundesliga          | 24          | 8           | -                     | -                     | -          | -          | -                              | -                              | -                              | -       | -       | 24    | 8     |
| 1999-2000             | FC St. Pauli          | 2.Bundesliga          | 32          | 8           | -                     | -                     | -          | -          | -                              | -                              | -                              | -       | -       | 32    | 8     |
| 2000-2001             | FC St. Pauli          | 2.Bundesliga          | 31          | 10          | 2                     | 1                     | -          | -          | -                              | -                              | -                              | -       | -       | 33    | 11    |
| Sous-total            | Sous-total            | Sous-total            | 95          | 26          | 2                     | 1                     | -          | -          | -                              | -                              | -                              | -       | -       | 97    | 27    |
| 2001-2002             | Werder Brême          | Bundesliga            | 23          | 1           | 2                     | 0                     | -          | -          | C3                             | 2                              | 0                              | -       | -       | 27    | 1     |
| 2002-2003             | Werder Brême          | Bundesliga            | 13          | 2           | 4                     | 3                     | -          | -          | C3                             | 3                              | 2                              | -       | -       | 20    | 7     |
| 2003-2004             | Werder Brême          | Bundesliga            | 29          | 13          | 6                     | 6                     | -          | -          | C3                             | 1                              | 0                              | 3       | 1       | 39    | 20    |
| 2004-2005             | Werder Brême          | Bundesliga            | 28          | 10          | 6                     | 4                     | -          | -          | C1                             | 7                              | 5                              | 8       | 2       | 49    | 21    |
| 2005-2006             | Werder Brême          | Bundesliga            | 30          | 15          | 6                     | 2                     | -          | -          | C1                             | 6                              | 2                              | 12      | 3       | 54    | 22    |
| 2006-2007             | Werder Brême          | Bundesliga            | 12          | 1           | 3                     | 3                     | -          | -          | C1                             | 6                              | 0                              | 3       | 1       | 24    | 5     |
| 2007-2008             | Werder Brême          | Bundesliga            | 16          | 7           | 1                     | 0                     | -          | -          | C1                             | 1                              | 1                              | 5       | 2       | 23    | 10    |
| Sous-total            | Sous-total            | Sous-total            | 151         | 38          | 28                    | 18                    | -          | -          | -                              | 26                             | 10                             | 31      | 9       | 236   | 75    |
| 2008-2009             | FC Nantes             | Ligue 1               | 28          | 6           | -                     | -                     | -          | -          | -                              | -                              | -                              | 4       | 0       | 32    | 6     |
| 2009-2010             | FC Nantes             | Ligue 2               | 5           | 4           | 1                     | 0                     | -          | -          | -                              | -                              | -                              | -       | -       | 6     | 4     |
| Sous-total            | Sous-total            | Sous-total            | 33          | 10          | 1                     | 0                     | -          | -          | -                              | -                              | -                              | 4       | 0       | 38    | 10    |
| 2009-2010             | Bolton Wanderers      | PL                    | 25          | 8           | 5                     | 0                     | -          | -          | -                              | -                              | -                              | 4       | 1       | 34    | 9     |
| 2010-2011             | Bolton Wanderers      | PL                    | 22          | 4           | 7                     | 3                     | -          | -          | -                              | -                              | -                              | 1       | 0       | 30    | 7     |
| 2011-2012             | Bolton Wanderers      | PL                    | 29          | 8           | 4                     | 1                     | -          | -          | -                              | -                              | -                              | 1       | 0       | 34    | 9     |
| Sous-total            | Sous-total            | Sous-total            | 76          | 20          | 16                    | 4                     | -          | -          | -                              | -                              | -                              | 6       | 1       | 98    | 25    |
| 2012-2013             | FSV Mayence           | Bundesliga            | 3           | 1           | -                     | -                     | -          | -          | -                              | -                              | -                              | -       | -       | 3     | 1     |
| Sous-total            | Sous-total            | Sous-total            | 3           | 1           | -                     | -                     | -          | -          | -                              | -                              | -                              | -       | -       | 3     | 1     |
| Total sur la carrière | Total sur la carrière | Total sur la carrière | 358         | 95          | 47                    | 23                    | -          | -          | -                              | 26                             | 10                             | 41      | 10      | 472   | 138   |

## Palmarès
- Champion d'Allemagne en 2004
- Vainqueur de la Coupe d'Allemagne en 2004
- Vainqueur de la Coupe de la Ligue allemande en 2006.